# Saint-Éloy-la-Glacière
Saint-Éloy-la-Glacière település Franciaországban, Puy-de-Dôme megyében. Lakosainak száma 63 fő (2022. január 1.). Saint-Éloy-la-Glacière Auzelles, Échandelys, Fournols és Saint-Amant-Roche-Savine községekkel határos.

## Népesség
A település népessége az elmúlt években az alábbi módon változott:
| Lakosok száma | 61   | 56   | 56   | 59   | 61   | 64   | 64   | 63   |
|               | 2013 | 2015 | 2017 | 2018 | 2019 | 2020 | 2021 | 2022 |